# Lièvre Rouge

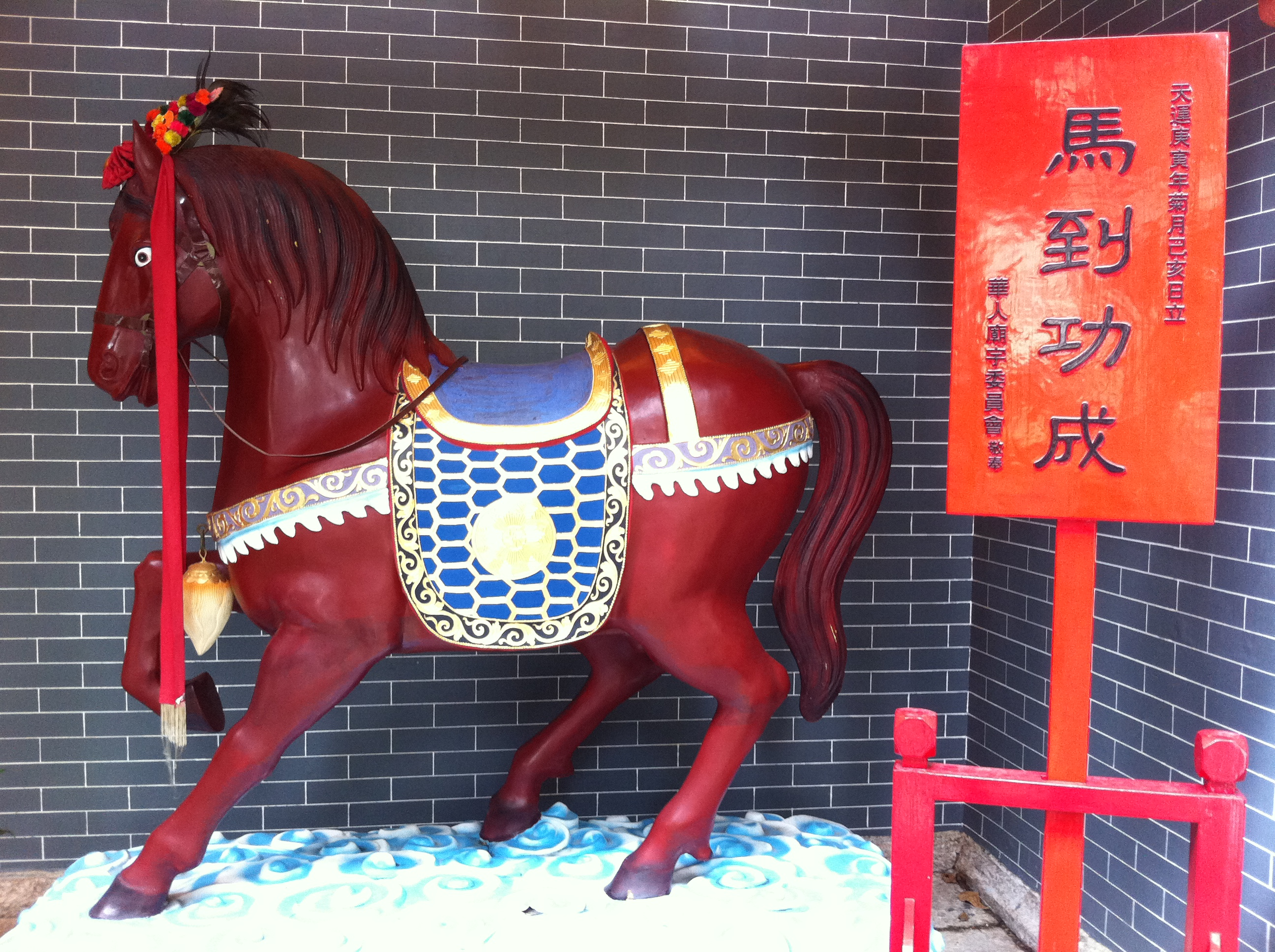
Une statue de Lièvre Rouge devant le temple de Mo Tai à Sham Shui Po à Hong Kong.

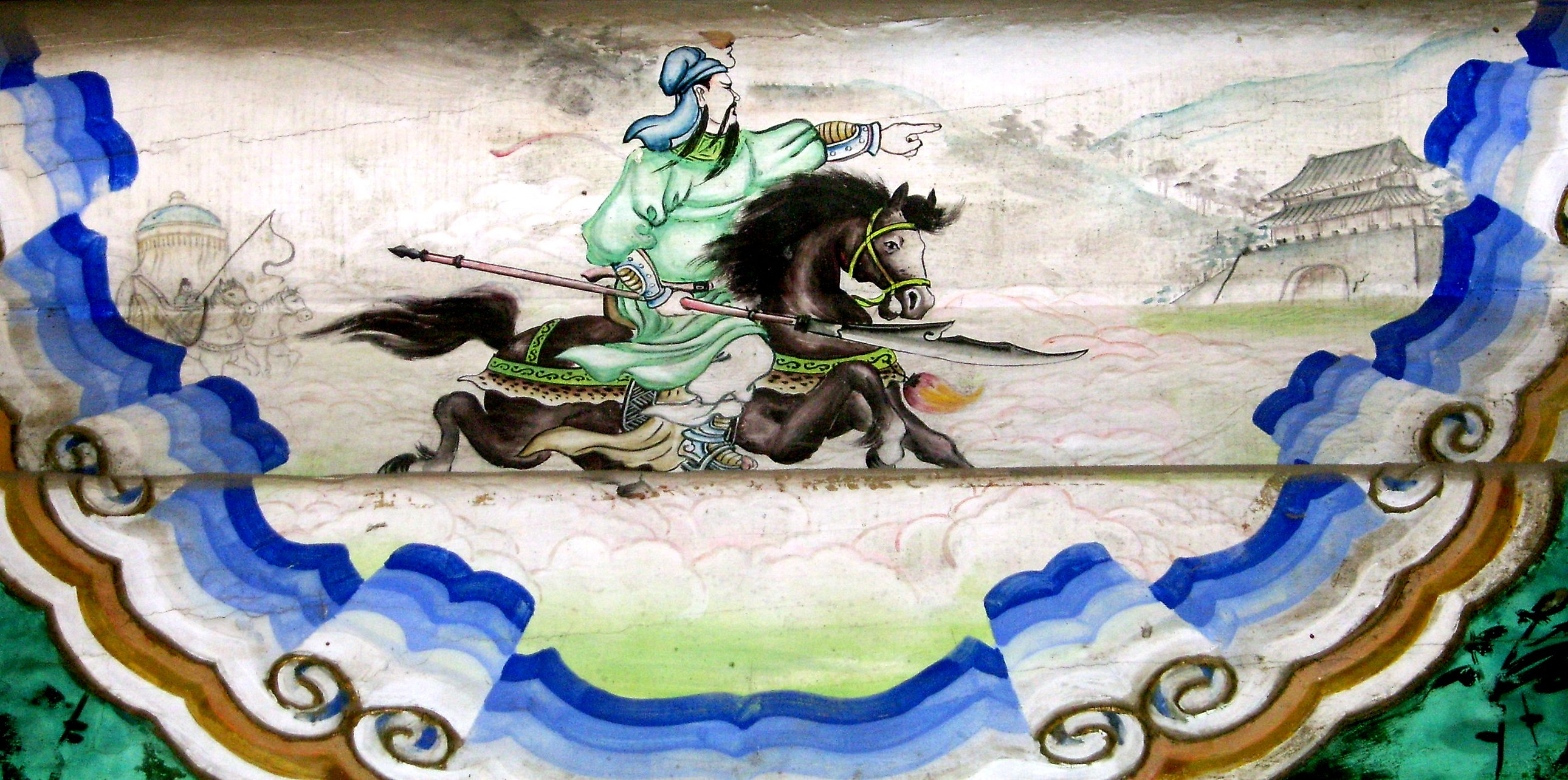
Guan Yu chevauchant Lièvre Rouge (peinture du Long Couloir dans le Palais d'Été de Pékin).

Lièvre Rouge (en chinois traditionnel et simplifié : 赤兔, pinyin : Chìtù) (?-219) est un cheval chinois fameux ayant vécu à la fin de la dynastie Han.
Historiquement, Lièvre Rouge est uniquement cité dans les Chroniques des Trois Royaumes comme ayant été la monture du guerrier Lü Bu lorsque celui-ci, vers 192-193, est parti affronter le bandit Zhang Yan. Selon la Biographie de Cao le fourbe, un proverbe de l’époque disait : « Parmi les hommes, Lü Bu, parmi les chevaux, Lièvre Rouge. » (「人中有呂布，馬中有赤兔。」, Rén zhōng yǒu Lǚ Bù, mǎ zhōng yǒu Chìtù).
Lièvre Rouge a été popularisé au XIVe siècle, dans le roman épique de Luo Guanzhong Histoire des Trois Royaumes, où il est dépeint comme capable de parcourir mille li en une seule journée (soit environ 415 km étant donné la longueur du li à l’époque de la dynastie Han). Lièvre Rouge apparaît initialement comme un cheval du tyran Dong Zhuo, réputé indomptable par un simple être humain. Sur les conseils de Li Su, Dong Zhuo l’offre à Lü Bu afin de l’inciter à tuer Ding Yuan, son père adoptif. Plus tard, lorsque Lü Bu est exécuté par Cao Cao, ce dernier offre Lièvre Rouge à Guan Yu, que ce dernier renommera "Eclair de Feu". Lièvre Rouge est le seul cadeau que Guan Yu garde de Cao Cao lorsqu'il quitte son service. Bien plus tard, lorsque Guan Yu est battu par Lü Meng et exécuté, Ma Zhong reçoit Lièvre Rouge en récompense. Cependant, après la mort de Guan Yu, Lièvre Rouge se laissera mourir d’inanition.